# Радан
Радан је планина и парк природе на југу Србије, у општинама Лебане, Бојник, Медвеђа, Куршумлија и Прокупље и заузима површину од 466 km2. Налази се између реке Топлице на северу и Јабланице на југу.

## Карактеристике
Припада Родопским планинама и део је српско - македонског копна, а налази се управо на месту где се Динариди сучељавају са Родопима. Највиши врх је Шопот на 1409m нмв. На нешто нижем, Петровом врху (Велики Петровац)око 1150m нмв, налази се на заравни врха, црква Светог Петра. Смештена је југозападно од Прокупља односно западно од Лебана и Медвеђе. На обронцима планине налазе се:
- Археолошки локалитет Царичин Град
- Пролом Бања
- Ђавоља варош
- На западним обронцима планине налази се средњовековно утврђење Иванова кула - град Ивана Косанчића
- У близини Пролом Бање, село Рударе, налази се камени зид (природни феномен). Зид је дужине 100м а висине 10м. Заправо ради се о природном феномену, јединственом у Србији, чија се старост процењује на 65 милиона година. Базалтни стубови, који су поређани хоризонтално, дело су некадашње вулканске активности. Мештани су сматрали да је зид остатак Бранкове куле, куле Бранка Младеновића .[5][6][7]
- Беговића гроб — гробница поручнику Димитрију Беговићу, команданту Јабланичког комитског одреда, погинулом у борби са бугарским окупаторима за време Топличко - Јабланичког устанка. Налази се на 1122 мнв, испод виса Соколовац. Најспособнији Пећанчев Војвода поручник Димитрије Беговић , рањен у Раданским врлетима остаје усамљен, прихвата бугарски позив за предају и када су бугарски официри потрчали не би ли на заробљавању Беговића зарадили више чинове, Беговић излази сав опасан активираним бомбама и попут Стевана Синђелића улази у историју дижући у ваздух и себе и бугарске официре.[8][9][10][11]

Геолошку основу планине чине силикатне стене из палеозоика са кристаластим шкриљцима. У југозападном делу Радан планине (Мајдан планина) налази се рудник Леце, у истоименом месту. У састав Радан планине налази се Арбанашке планине, Мајдан планина, Петрова гора-Радан. Окружена је венцем планина који чине: Пасјача, Видојевица, Ргајска планина, Соколовица, које је штите од хладних и влажних струја са северне и западне стране. На истоку и југу се отвара у Пусторечку котлину и са те стране је изложена јаком сунчевом загревању, што за последицу има топлију и блажу климу. То је произвело својеврстан феномен, јер се тзв. храстов вегетациони појас са класичних 700m подигао на 800m - 900m нмв. Захваљујући топлијој клими на Радан планини је опстало неколико ендемских и реликтних биљних врста, међу којима су најзначајнији остаци прашуме из доба терцијара. Испод самог врха Радана, извире Пуста река. На источним обронцима планине у подручју под називом Рипивода налази се истоимени водопад Рипивода, са падом од 40 м.

## Историја
- 15. септембра 1916. године. Војвода Коста Миловановић - Пећанац, спустио се авионом у село Механе, у окупирану територију са циљем да организује устанак (Јабланичко-Топлички устанак).[15]
- Капетан Јован Илић и наредник Синиша Стефановић - пилот, крајем октобра 1917. се спуштају авионом на простор Пустог Шилова, авион се на слетању запалио, а они су били ухваћени од стране Бугара а потом и стрељани.
- 21. фебруара 1917. год одржан је састанак устаника Јабланичко-Топличког устанка, у селу Обилић (Бојник).
- 13. марта 1943. године погинуо је у борби с бугарским фашистима из злогласне казнене експедиције „Ловна рота“ Радован Ковачевић Максим, учесник Народноослободилачке борбе и народни херој Југославије.
- 11.октобра 1943. године у селу Ображда, формирана је Прва јужноморавска бригада, од јединица првог јужноморавског партизанског одреда, са укупно 570 бораца.
- Ноћу 10/11. јула 1944. на импровизовано узлетиште на Радан планини долетео је генерал Коча Поповић, у склопу припрема Топличко-јабланичке операције.
- 20. маја 1944. године на планини Радан, формирана је 21. српска дивизија НОВЈ. Првобитно основана као Прва Српска дивизија, сносила је главни терет у току Топличко-јабланичке операције, којом је отпочела битка за Србију.

## Занимљивости
- Сматра се да су на овој планини до 1960. године постојали примерци старе Српске расе паса - Српски мастиф или „Душанов мастиф“.
- Од строго заштићених дивљих врста, на подручју Радана налази се укупно око 20 врста биљака (укључујући и гљиве, лишајеве и маховине) и око 95 врста животиња, највише птица (око 50 врста), затим сисара (око 20 врста, укључујући слепе мишеве), риба (2 врсте), гмизаваца и водоземаца (8 врста) и инсеката (око 15 врста).
- У атару села Ивање, постоји редак природни феномен. Једна деоница пута назива се "узбрдна низбрдица" јер се угашени и откочени аутомобили крећу "узбрдо", као да је у питању "гравитациона аномалија". Међутим, у питању је оптичка варка.[16][17][18]

Од заштићених дивљих врста, на подручју Плана налази се око 80 заштићених врста биљака и преко 100 заштићених врста животиња, највише птица, инсеката и сисара.
- Планинарски дом Радан- недалеко од села Ивање (Бојник)
- Крајем седамдесетих година прошлог века изграђена је брана на Пустој реци и на тај начин је формирано Брестовачко језеро
- Са јужне стране Радана, у подножју северних обронака Гољака, налази се Сијаринска Бања

## Проломска планина
Планински масив који сеже од Пролом бање и села Пролом, па према Соколовом вису на супротној страни и Радану, до Горњег Гајтана и Гајтанских врата, назива се Проломска планина. Соколов вис (1 370 m), за који се у ширем смислу узима да је врх Радана, је највиши врх овог масива. Северна граница Проломске планине је долина Проломске реке, притоке Косанице која протиче кроз истоимену бању. Ова долина одваја Проломску планину од Соколовице и Арбанашке планине. Превој Гајтанска врата одваја масиве Проломске планине и Радана. Зато се Проломска планина може третирати и као посебна планина.

## Галерија
- Горњи Бучумет - поглед на Петров врх, југоисточне падине Радана
- Петров врх из Средњег Бучумета
- Махала Шишинце- Горњи Бучумет (700 мнв)
- Северозападни обронци Радан планине, изнад Ђавоље вароши
- Царичин Град
- Ђавоља варош
- Црква Св. Преображења -Пролом Бања
- Црква светог Петра на Петровом врху
- Брестовачко језеро- Источни обронци Радан планине
- Врх Свети Петар